# Arcterigone pilifrons
Arcterigone pilifrons är en spindelart som först beskrevs av Ludwig Carl Christian Koch 1879.  Arcterigone pilifrons ingår i släktet Arcterigone och familjen täckvävarspindlar. Inga underarter finns listade i Catalogue of Life.